# Нитрид кальция
Нитрид кальция — бинарное неорганическое соединение азота и кальция с формулой Ca3N2. Коричневые или чёрные кристаллы.

## Получение
- Пропускание сухого азота над кальцием:

{\displaystyle {\mathsf {3\ Ca+N_{2}\ {\xrightarrow {450^{o}C}}\ Ca_{3}N_{2}}}}

## Физические свойства
Нитрид кальция образует кристаллы нескольких модификаций.
Чёрные гексагональные кристаллы гексагональной сингонии, параметру ячейки a = 0,3553 нм, c = 0,411.
Коричневая модификация — кубическая сингония, пространственная группа I a3, параметры ячейки a = 1,142 нм, Z = 16.

## Химические свойства
- Реагирует с водой:

{\displaystyle {\mathsf {Ca_{3}N_{2}+6\ H_{2}O\ {\xrightarrow {\ }}\ 3\ Ca(OH)_{2}+2\ NH_{3}\uparrow }}}
- и кислотами:

{\displaystyle {\mathsf {Ca_{3}N_{2}+8\ HCl\ {\xrightarrow {\ }}\ 3\ CaCl_{2}+2\ NH_{4}Cl}}}
- Окисляется кислородом:

{\displaystyle {\mathsf {2\ Ca_{3}N_{2}+3\ O_{2}\ {\xrightarrow {500^{o}C}}\ 6\ CaO+2\ N_{2}}}}
- При сильном нагревании реагирует с углеродом:

{\displaystyle {\mathsf {Ca_{3}N_{2}+5\ C\ \xrightarrow {1000^{o}C} \ 2\ CaCN_{2}+CaC_{2}}}}